# Gumarstvo
Gumarstvo je izraz za industrijo različnih izdelkov izgume. Za eno izmed gumarskih središč velja Kranj.